# شهریارک کلاه‌سفید
شهریارک کلاه‌سفید (نام علمی: Monarcha richardsii) نام یک گونه از سرده شهریارک‌های اصلی است.